# لهجه‌های فارسی افغانستان
در افغانستان زبان فارسی (که در آنجا به‌طور رسمی «دری» نام گرفته) با لهجه‌های گوناگونی صحبت می‌شود. به‌طور کلی، لهجه‌های زبان فارسی افغانستان در سه دسته طبقه‌بندی می‌شوند:
- شمال شرقی: لهجه‌های کابلی و پیرامون آن، پروان، پنجشیر، بلخ، بغلان، سمنگان، قندوز، تخار و بدخشان.
- غربی: لهجه‌های هراتی، بادغیسی، فراهی، نیمروزی و غوری.
- مرکزی: لهجه هزارگی؛ در مناطق بامیان، دایکندی، غور، غزنی، ارزگان، پروان، میدان، بلخ، بغلان، سمنگان، سرپل، هرات و…